# Ханой
Хано́й, (на виетнамски: Hà Nội; в превод – „град между реки“), е столицата на Виетнам, втори по значение промишлен център на страната (след Сайгон). Ханой е втори по големина град във Виетнам. Населението на града е 2.6 милиона души, но в покрайнините са около 7 милиона. От 1010 до 1802 година, градът е бил най-важният политически център в държавата. През 1802 година, Ханой бива изместен от Хюе, имперската столица на Виетнам, по времето на династията Нгуен (1802 – 1945). В този период от време, Ханой служи като столица на Френски Индокитай от 1902 до 1952 година. От 1952 до 1976 година, градът е столица на Северен Виетнам, и става столица на обединения Виетнам през 1976 година, след победата на Северен Виетнам във Виетнамската война.
Разположен на брега на Червена река (Хонгха). Географски координати: 21°02' с. ш., 105°51' и. д. Крупен промишлен център (машиностроителна, химическа, лека промишленост). Намира се на 1760 километра северно от Хо Чин Мин и 120 километра западно от Хай Фонг.
През октомври 2010 г. официално се навършват 1000 години от основаването на града.

## Имена на града
Ханой (河內) е имал много имета по време на своето съществуване. По време на Китайската окупация на Виетнам, първо е известен като Лонг Биен, а по-късно като Тонг Бинх (宋平, „Песен Мир“) и Лонг До (龍肚, „Драгоново Коремче“). През 866 година градът е превърнат в цитадела и прекръстен на Дай Ла (大羅, „Голяма Мрежа“).

## История на града

### Периода преди Тханг-Лонг
Ханой е населен от поне 3000 година преди Христа.